# ワシリー・ダヴィドフ
ワシリー・ワシリエヴィチ・ダヴィドフ（ロシア語: Василий Васи́льевич Давыдов, ラテン文字転写: Vasily Vasilyevich Davydov、1930年8月31日- 1998年3月19日）は、モスクワ出身、旧ソビエト連邦、ロシアの心理学者、哲学者。
エリコニンの共同研究者としてソビエト連邦教育科学アカデミー一般心理学・教育心理学研究所の小学生心理研究室に勤務。
1972年、ソビエト連邦教育科学アカデミー心理学研究所長に就任。心理学博士。
哲学および実験心理学を土台として教授－学習過程の再検討を行い、教科構成の原則を新たに構築した。特にウシンスキー、ヴィゴツキー、ルビンシュテインの教育理論の中の経験的思考理論の側面を科学史的に分析して独自の見解を展開した。